# Knutange
Knutange là một xã trong vùng Grand Est, thuộc tỉnh Moselle, quận Thionville-Ouest, tổng Algrange. Tọa độ địa lý của xã là 49° 20' vĩ độ bắc, 06° 02' kinh độ đông. Knutange nằm trên độ cao trung bình là 200 mét trên mực nước biển, có điểm thấp nhất là 196 mét và điểm cao nhất là 366 mét. Xã có diện tích 2,43 km², dân số vào thời điểm 1999 là 3632 người; mật độ dân số là 1494 người/km². Knutage nằm khoảng 12 km về phía tây nam của Thionville, thuộc Pháp từ năm 1659.

## Thông tin nhân khẩu
| 1962  | 1968  | 1975  | 1982  | 1990  | 1999  |
| ----- | ----- | ----- | ----- | ----- | ----- |
| 3.099 | 4.433 | 4.104 | 3.649 | 3.772 | 3.632 |